# Pera al vino
Las peras al vino son un postre típico que consiste en peras peladas y cocidas en vino tinto y que tiene origen en los países latinos europeos, particularmente de las regiones con producción vinícola del Beaujolais, Borgoña, Burdeos, Castilla y León, Piamonte y La Rioja.  
Para retirarles fácilmente la piel, primeramente las peras son escaldadas y a menudo se cortan en mitades para retirar también su centro y sus semillas. Dependiendo del tipo de vino tinto, las peras alcanzarán diversos matices de color; más cobriza cuanto más maduro sea el vino. Se suelen servir frías con su salsa convertida en un almíbar, generalmente solas o acompañadas de nata, crema pastelera o una bola de helado. 
En la cocina riojana, este postre también es conocido como peras con salsa obispo y tiene gran tradición. En Francia se conoce como poire au vin o poire à la beaujolaise, pues se considera originario de esta región vinícola. En Italia se prepara principalmente en el Piamonte, región norteña en la que se produce el Barolo, y se denomina pere al vino o pere cotte. También es típico piamontés el timbal de Martín Sec, una tarta de masa quebrada rellena de las mismas peras cocidas en vino con azúcar y especias. 

## Historia
Una receta del escritor romano Marco Gavio Apicio incluye el uso de pimienta y vino para dar sabor a las peras.
Las peras al vino tinto son una receta antigua, difundida principalmente en Italia y Francia, donde la jugosidad de la fruta fresca se resalta con pimienta negra. Aunque hoy en día se considera un plato poco habitual, la receta ha evolucionado constantemente a lo largo de los años.
A principios del siglo XIX se preparaba la compote de poires à la bonne femme, que tenía muchos elementos en común con las actuales peras al vino tinto. En esta receta, las peras se cocinaban en sartén con vino, azúcar, una pizca de canela y clavo de olor. El nombre, que puede traducirse como "peras a la mujer", se debe a la forma rizada y elegante que adquirían tras la cocción. Sin embargo, este plato no siempre adquiría el tono rojo deseado. Para solucionarlo, se introducía una cuchara de estaño en el recipiente donde se cocinaban las peras, ya que se creía que el estaño intensificaba el color rojo. Esta idea también fue respaldada por Gaston Bachelard en su obra El materialismo racional (1949): 

El estaño tiene la propiedad de intensificar el color rojo de las plantas; esto también lo saben los cocineros, que suelen poner una cuchara de estaño en la compota de peras para darle un color rojo brillante.

Durante el siglo XIX, las variedades más utilizadas eran las peras de Messire Jean y Bon-Chrétien, tanto blancas como rojas. En la actualidad, se prefieren las Passacrassana y Conference.
Las peras al vino tinto también son una receta típica del Piamonte, especialmente en las provincias de Turín y Cuneo, donde se preparan utilizando las variedades locales madernasse y Martin Sec (esta última cada vez más rara).

## Preparación

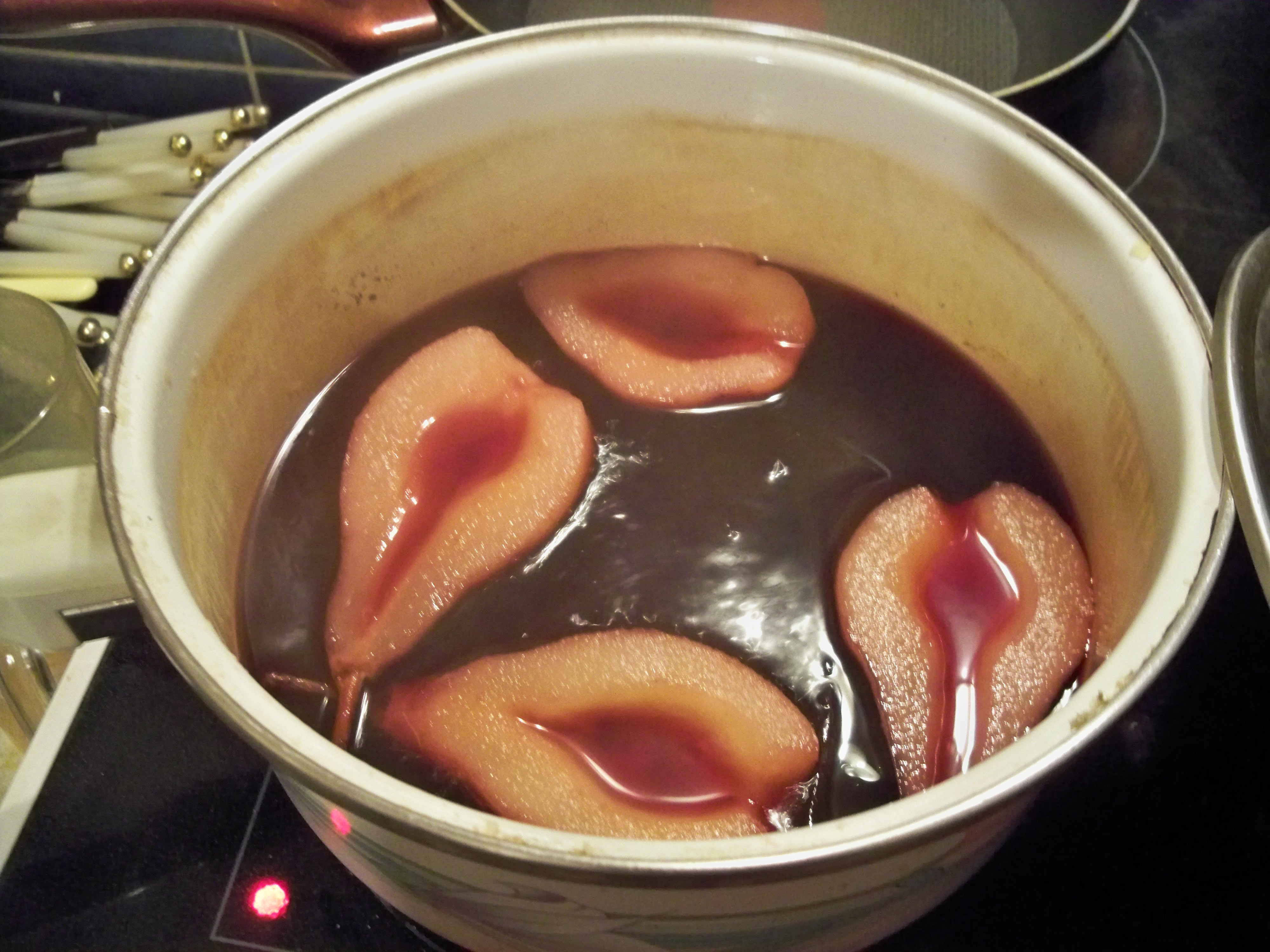
Cocción de las peras en vino especiado.

Las peras se suelen sumergir previamente en un medio ácido con zumo de limón. Las peras de invierno suelen tener la piel rugosa, gruesa y de color que oscila amarillo dorado y marrón. Estas peras son aromáticas y de sabor ácido y pulpa granulosa. El vino empleado se suele mezclar con azúcar y aromatizar con canela o vainilla. O incluso por clavo de olor, cardamomo y jengibre. Se pone a hervir y las peras en maceración previa se ponen a cocer en este almíbar hasta que adquieran el color violáceo del vino. Se dejan enfriar inmersas en la salsa hasta que se enfríen. Se ponen a macerar en un lugar fresco como puede ser la nevera.